# Stefano Ticci
Stefano Ticci (Forte dei Marmi, 13 de mayo de 1962) es un deportista italiano que compitió en bobsleigh en las modalidades doble y cuádruple.
Participó en cuatro Juegos Olímpicos de Invierno, entre los años 1984 y 1994, obteniendo una medalla de bronce en Lillehammer 1994, en la prueba doble (junto con Günther Huber). Ganó tres medallas en el Campeonato Europeo de Bobsleigh, en los años 1991 y 1994.

## Palmarés internacional
| Juegos Olímpicos   | Juegos Olímpicos      | Juegos Olímpicos  | Juegos Olímpicos |
| Año                | Lugar                 | Medalla           | Prueba           |
| ------------------ | --------------------- | ----------------- | ---------------- |
| 1994               | Lillehammer (Noruega) | Medalla de bronce | Doble            |
| Campeonato Europeo |                       |                   |                  |
| Año                | Lugar                 | Medalla           | Prueba           |
| 1991               | Cervinia (Italia)     | Medalla de bronce | Doble            |
| 1994               | La Plagne (Francia)   | Medalla de oro    | Cuádruple        |
| 1994               | La Plagne (Francia)   | Medalla de plata  | Doble            |